# Geloiomimus
Geloiomimus is een geslacht van rechtvleugeligen uit de familie Pamphagidae. De wetenschappelijke naam van dit geslacht is voor het eerst geldig gepubliceerd in 1899 door Saussure.

## Soorten
Het geslacht Geloiomimus  is monotypisch en omvat slechts de volgende soort:
- Geloiomimus nasicus (Saussure, 1899)